# Rodrigo Leão
Rodrigo Leão (Lisboa, 1964) es un músico y compositor portugués.

## Biografía
En 1982 fundó el grupo Sétima Legião, junto con Nuno Cruz y Pedro Oliveira. Tres años más tarde se embarcó en otro proyecto, fundando Madredeus junto a Pedro Ayres Magalhães. En 1994 abandonó definitivamente Madredeus para poderse dedicar enteramente a su carrera en solitario y a las obras Mysterium (1995, EP) y Theatrum (1996).
Como artista solista ha explorado el camino instrumental, con teclados electrónicos e instrumentos de cuerda clásica, inspirado por la música minimalista contemporánea. En solista, comenzó a explorar la combinación de sus composiciones clásicas-modernas con formas de canción e instrumentación más tradicional, con la presencia de Lula Pena o Adriana Calcanhotto, en el CD Alma Mater. Entre sus invitados  están Sónia Tavares y Nuno Gonçalves de los The Gift, y Rui Reininho de los GNR que participó en la grabación de su álbum en directo titulado Pasión. Tanto el disco Alma mater como el propio músico recibieron dos importantes  reconocimientos públicos, Disco del Año (Premios DN+) y Artista del Año (Premios Blitz). 
En 2004 publicó Cinema que fue considerado por el editor de la revista americana Billboard uno de los mejores discos en ese año, en el disco también participan Beth Gibbons y Ryuichi Sakamoto entre otros.

En 2006 lanzó una mirada retrospectiva sobre su carrera con O Mundo [1993-2006], añadiendo seis canciones inéditas. En 2007 compuso la banda sonora original de la serie documental Portugal, um retrato social, dirigida por António Barreto para la RTP. 
En 2008-2009 compartió la responsabilidad de la banda sonora de la serie de televisión Equador con Sérgio Godinho, que contiene temas originales y temas pertenecientes a trabajos anteriores (Alma mater, O Mundo [1993-2006], Portugal, Um Retrato Social) o a salir ese año (A Mãe). En 2010 dirigió un concierto en el Museo del Oriente.

## Obra

### Discografía[2]
- Ave Mundi Luminar (1993)
- Mysterium (1995)
- Theatrum (1996)
- Alma mater (2000)
- Cinema (2004)
- Portugal, Um retrato social (2007)
- A mãe (2009)
- A Montanha Mágica (2011)
- El Mayordomo (2013)
- A Vida Secreta Das Maquinas (2015)
- Florestas Submersas (Forests Underwater) (2015)
- Life is long (2016)
- O método (2020)
- A estranha beleza da vida (2021)

### Compilaciones y otros
- Pasión (2003)
- O Mundo [1993-2006] (2006)
- Songs (2013)